# Phlugis
Phlugis är ett släkte av insekter. Phlugis ingår i familjen vårtbitare.

## Dottertaxa tillPhlugis, i alfabetisk ordning[1]
- Phlugis abnormis
- Phlugis arborea
- Phlugis arborealoides
- Phlugis bimaculata
- Phlugis bimaculoides
- Phlugis borneoensis
- Phlugis bullatinotum
- Phlugis burgersi
- Phlugis buruensis
- Phlugis caudata
- Phlugis celerinicta
- Phlugis chelifera
- Phlugis chrysopa
- Phlugis chrysopoides
- Phlugis convexitermina
- Phlugis coriaceus
- Phlugis crassifemorata
- Phlugis dubia
- Phlugis gigantea
- Phlugis glabra
- Phlugis gracila
- Phlugis herculi
- Phlugis irregularis
- Phlugis lewisi
- Phlugis macilenta
- Phlugis maculata
- Phlugis marginata
- Phlugis nemoptera
- Phlugis novaeguineaensis
- Phlugis ocraceovittata
- Phlugis orioni
- Phlugis permutata
- Phlugis philippina
- Phlugis poecila
- Phlugis proseni
- Phlugis proxima
- Phlugis rapax
- Phlugis rhodophthalmus
- Phlugis robertsi
- Phlugis scalpra
- Phlugis similis
- Phlugis simplex
- Phlugis spinipes
- Phlugis stigmata
- Phlugis sulawesi
- Phlugis teres
- Phlugis thai
- Phlugis thaumasia
- Phlugis virens
- Phlugis wittmani